# Norberto Menéndez
Norberto Menéndez (* 14. Dezember 1936 in Buenos Aires; † 26. Mai 1994 ebenda) war ein argentinischer Fußballspieler. Mit der Nationalmannschaft seines Heimatlandes nahm er an der Fußball-Weltmeisterschaft 1958 teil.

## Karriere

### Vereinskarriere
Norberto Menéndez begann seine fußballerische Laufbahn im Jahre 1954 bei CA River Plate, dem Nobelverein Argentiniens aus Buenos Aires. In einer Mannschaft mit anderen argentinischen Fußballgrößen der damaligen Zeit wie Ángel Labruna, Félix Loustau, Amadeo Carrizo oder José Ramos Delgado gewann Menéndez seine erste argentinische Fußballmeisterschaft in seiner zweiten Saison bei River Plate im Jahre 1955, als der Verein den ersten Platz in der Primera División mit sieben Punkten Vorsprung auf den Racing Club aus Avellaneda belegte. In den beiden Jahren darauf gelang zweimal die Titelverteidigung, River Plate rangierte nach dem letzten Spieltag auf dem ersten Platz vor CA Lanús beziehungsweise CA San Lorenzo de Almagro. Die Saison 1958 endete für River Plate mit einem fünften Rang, die Meisterschaft gewann der Racing Club. 1960 verließ Norberto Menéndez River Plate und schloss sich CA Huracán, ebenfalls aus Buenos Aires, an. Nach einem Jahr und nur sechzehn Spielen für Huracán schloss er sich 1962 den Boca Juniors, dem großen Rivalen seines ehemaligen Vereins River Plate, an. Mit Boca gewann er drei weitere nationale Meistertitel. In einer Mannschaft unter anderem mit Antonio Roma, Silvio Marzolini und Antonio Rattín gewann Menéndez seine erste Meisterschaft mit Boca 1962, als man in der Tabelle den ersten Rang mit zwei Punkten vor River Plate belegte. 1964 und 1965 wurde er mit den Boca Juniors erneut Meister, in diesen beiden Jahren ließ man CA Independiente und erneut River Plate hinter sich. Norberto Menéndez blieb bis ins Jahr 1967 bei den Boca Juniors, ehe er zu CA Colón nach Santa Fe wechselte, um nach nur einem Jahr und zwölf Spielen für den Verein nach Uruguay zu Defensor zu wechseln. Im Trikot des Vereins aus Montevideo beendete Menéndez seine aktive Laufbahn im Jahre 1971 mit 35 Jahren.

### Nationalmannschaft
In der argentinischen Fußballnationalmannschaft wurde Norberto Menéndez in den Jahren 1957 und 1958 vierzehn Mal eingesetzt. Von Argentiniens Nationaltrainer Guillermo Stábile wurde er ins Aufgebot für die Fußball-Weltmeisterschaft 1958 in Schweden berufen. In der WM-Qualifikation hatte er drei der zehn argentinischen Treffer erzielt. Bei dem Turnier wurde er in allen drei Spielen seiner Mannschaft eingesetzt, beim 3:1-Sieg im zweiten Gruppenspiel gegen Nordirland gelang ihm sogar ein Treffer zum zwischenzeitlichen 2:1 in der 55. Spielminute. Vier Minuten darauf stellte Ludovico Avio mit seinem Tor zum 3:1 den Endstand her, nachdem zuvor bereits Omar Corbatta für Argentinien die anfängliche Führung der Nordiren durch Peter McParland egalisiert hatte. Der Erfolg gegen Nordirland blieb allerdings der einzige für Argentinien bei der Weltmeisterschaft, in den anderen beiden Gruppenspielen ging man als Verlierer vom Platz. Gegen den Titelverteidiger Deutschland stand es am Ende 1:3 gegen die Tschechoslowakei gar 1:6, wodurch der letzte Platz in der Gruppe 1 belegt wurde.